# Лека атлетика на летните олимпийски игри 2012 - щафета 4 × 400 метра мъже
Дисциплината 4 х 400 метра при мъжете е част от програмата на леката атлетика на летните олимпийски игри през 2012 г.. Провежда се на 9 и 10 август 2012 г.
Участват общо 16 отбора.
Фаворит и защитаващ титлата е отборът на САЩ, който е спечелил щафетата на всички олимпийски игри, на които е участвал. 
В предварителната серия състезателят на САЩ Мантео Мичъл бяга със счупен пищял на левия крак, но въпреки това щафетата на САЩ се класира за финала. 
Изненадващо щафетата е спечелена от Бахамските острови пред САЩ и Тринидад и Тобаго. 

## Класиране
| място | държава           | време       | бележки |
| ----- | ----------------- | ----------- | ------- |
| 01    | Бахамски острови  | 2:56,72     | НР      |
| 02    | САЩ               | 2:57,05     |         |
| 03    | Тринидад и Тобаго | 2:59,40     | НР      |
| 4     | Великобритания    | 2:59,53     |         |
| 5     | Русия             | 3:00,09     |         |
| 6     | Белгия            | 3:01,83     |         |
| 7     | Венецуела         | 3:02,18     |         |
| 8     | ЮАР               | 3:03,46     |         |
| 9     | Куба              | не завършва |         |

НР – национален рекорд